# Gele ridderzwam
De gele ridderzwam (Tricholoma equestre) is een schimmel uit de familie Tricholomataceae. Deze paddenstoel kan door sommigen gegeten worden, maar is voor anderen dodelijk giftig. Het nog onbekende gif veroorzaakt rabdomyolyse. Hij komt voor bij dennen op droge, voedsel- en humusarme zandgrond. Hij vormt ectomycorrhiza met naaldbomen.

## Kenmerken

### Uiterlijke kenmerken
Hoed
De hoed is wat vettig, fijn geschubd en tussen de 4 en 13 centimeter breed. Het is eerst conisch tot halfbolvormig, later afgeplat en licht convex tot een beetje ingedrukt. Soms vormt de hoed ook een brede bult (umbo) in het midden van de hoed. Jonge hoedjes zijn citroengeel tot bleek chroomgeel, later wordt de hoed donkerder, honinggeel tot bruingeel, vaak met oranjebruine tot omberbruine schubben.
Lamellen
De lamellen zijn matig smal, bleek chroomgeel tot lichtgeel van kleur. De snijkant is glad, niet opvallend gekarteld of gekarteld
Steel
De steel kan tot 10 centimeter lang en 2,5 cm dik zijn en is witachtig, zwavelgeel tot lichtgeel in het gebied van de steeltop, naar de basis toe is hij duidelijker en iets donkerder chroom tot zwavelgeel van kleur. De basis van de steel kan soms paarsachtige tinten hebben. Het basismycelium is wit tot lichtgeelachtig.
Vlees
Het vruchtvlees is wit tot lichtgeel. 
Geur en smaak
Geur en smaak zijn melig.
Sporenprint
De sporenprint is wit.

### Microscopische kenmerken
De hyaliene, inamyloïde, gladde, ellipsvormige sporen meten 5,7-9,5 × 3,5-6,0 µm (gemiddeld 6,8-8,3 × 4,2-5,2 µm). De lengte-breedteverhouding van de sporen ligt tussen 1,1 en 2,0, gemiddeld tussen 1,5 en 1,6.
De basidia zijn meestal 4-sporig en zijn 25-40 × 6-10 µm groot. Ze hebben geen basale gesp.

## Verspreiding
Hij is wijdverbreid in Europa en kan plaatselijk in de juiste habitat algemeen voorkomen. In Nederland komt hij matig algemeen voor. Hij staat op de rode lijst in de categorie 'bedreigd'.